# Vedbæk (parochie)
Vedbæk is een dorp in de Deense gemeente Rudersdal en een parochie van de Deense Volkskerk. De parochie maakt deel uit van het bisdom Helsingør en telt 5492 kerkleden op een bevolking van 6885 (2004). 
De parochie werd tot 1970 gerekend onder Sokkelund Herred. In dat jaar werd de parochie opgenomen in de nieuwe gemeente Søllerød. Deze ging in 2007 op in de fusiegemeente Rudersdal.
Alsønderup · Annisse · Asminderød · Avedøre · Bagsværd · Ballerup · Birkerød · Bistrup · Blistrup · Blovstrød · Brøndby Strand · Brøndbyøster · Brøndbyvester · Buddinge · Christians · Draaby · Dyssegård · Egebæksvang · Engholm · Esbønderup · Farum · Ferslev · Fløng · Frederiksborg Slotssogn · Frederikssund · Frederiksværk · Gadevang Kirkedistrikt · Gammel Holte · Ganløse · Gentofte · Gerlev · Gilleleje · Gladsaxe · Glostrup · Gørløse · Græse · Græsted · Grøndalslund · Grønholt · Grønnevang · Gurre Kirkedistrikt · Haralds · Hareskov Kirkedistrikt · Hedehusene · Hellebæk · Hellerup · Helleruplund · Helsinge · Hendriksholm · Herlev · Herstedøster · Herstedvester · Hillerød · Høje Tåstrup · Hornbæk · Hørsholm · Humlebæk · Hvidovre · Ishøj · Islebjerg · Islev · Jægersborg · Jørlunde · Karlebo · Kokkedal · Kongens Lyngby · Kregme · Krogstrup · Kyndby · Ledøje · Lille Lyngby · Lillerød · Lindehøj · Lundtofte · Lynge · Maglegårds · Måløv · Mårum · Melby · Mørdrup · Mørkhøj · Nærum · Nødebo · Nørre Herlev · Ny Holte · Nygårds · Ølsted · Ølstykke · Oppe Sundby · Opstandelseskirkens · Ordrup · Pederstrup · Præstebro · Præstevang · Ramløse · Reerslev · Risbjerg · Rødovre · Rønnevang · Rungsted · Sankt Mariæ · Sankt Olai · Selsø · Sengeløse · Sigerslevvester · Skævinge · Skibby · Skoven Kirkedistrikt · Skovlunde · Skovshoved · Skuldelev · Slagslunde · Slangerup · Smørum · Snostrup · Søborg · Søborggård · Søborgmagle · Søllerød · Sorgenfri · Stengård · Stenløse · Sthens · Strandmarks · Strø · Taarbæk · Tåstrup Nykirke · Tibirke · Tikøb · Tjæreby · Torslunde · Torup · Uggeløse · Ullerød · Uvelse · Værløse · Valby · Vallensbæk · Vangede · Vedbæk · Vejby · Veksø · Vellerup · Vestervang · Villingerød · Vinderød · Virum